# FA Charity Shield 1908
Lo FA Charity Shield 1908, noto in italiano anche come Supercoppa d'Inghilterra 1908, è stata la prima edizione della Supercoppa d'Inghilterra, che vide affrontarsi il Manchester Utd, vincitore dell'edizione 1907-1908 della First Division, e il Queens Park Rangers, vincitore dell'edizione 1907-1908 della Southern Football League.
La partita è stata giocata il 27 aprile 1908 sul campo neutro di Stamford Bridge, a Londra, e finì in pareggio: 1-1. La partita venne ripetuta il 29 agosto e questa volta vide la vittoria del Manchester United per 4-0.

## Partecipanti
| Squadre        | Qualificazione                                     | Partecipazioni precedenti (il grassetto indica la vittoria) |
| -------------- | -------------------------------------------------- | ----------------------------------------------------------- |
| Manchester Utd | Vincitore della First Division 1907-1908           | Nessuna                                                     |
| QPR            | Vincitore della Southern Football League 1907-1908 | Nessuna                                                     |

## Tabellini

### Primo incontro
| Arbitro: | J.T. Howcroft |

|          |           |        |
| Meredith | Marcatori | Cannon |

| Manchester United | QPR |

| Manchester Utd: |    |                 |
|                 |    |                 |
| P               | 1  | Harry Moger     |
| D               | 2  | George Stacey   |
| D               | 3  | Herbert Burgess |
| C               | 4  | Dick Duckworth  |
| C               | 5  | Charlie Roberts |
| C               | 6  | Alex Bell       |
| A               | 7  | Billy Meredith  |
| A               | 8  | Jimmy Bannister |
| A               | 9  | Jimmy Turnbull  |
| A               | 10 | Sandy Turnbull  |
| A               | 11 | George Wall     |
| Allenatore:     |    |                 |
| Ernest Mangnall |    |                 |

| QPR:        |    |                |
|             |    |                |
| P           | 1  | Charlie Shaw   |
| D           | 2  | John MacDonald |
| D           | 3  | J. Fidler      |
| C           | 4  | Evelyn Lintott |
| C           | 5  | J. McLean      |
| C           | 6  | S. Downing     |
| A           | 7  | Fred Pentland  |
| A           | 8  | Frank Cannon   |
| A           | 9  | P. Skilton     |
| A           | 10 | Alfred Gittins |
| A           | 11 | Billy Barnes   |
| Allenatore: |    |                |
| James Cowan |    |                |

### Ripetizione
| Londra 29 agosto 1908                                 | Manchester United | 4 – 0 referto | Queens Park Rangers | Stamford Bridge (10.000 spett.) |
| \| \| \| \| \| J. Turnbull Wall[3] \| Marcatori \| \| |                   |               |                     |                                 |
|                                                       |                   |               |                     |                                 |
| J. Turnbull Wall                                      | Marcatori         |               |                     |                                 |

| Manchester United | QPR |

| Manchester Utd: |    |                 |
|                 |    |                 |
| P               | 1  | Harry Moger     |
| D               | 2  | George Stacey   |
| D               | 3  | Herbert Burgess |
| C               | 4  | Dick Duckworth  |
| C               | 5  | Charlie Roberts |
| C               | 6  | Alex Bell       |
| A               | 7  | Billy Meredith  |
| A               | 8  | Jimmy Bannister |
| A               | 9  | Jimmy Turnbull  |
| A               | 10 | Jack Picken     |
| A               | 11 | George Wall     |
| Allenatore:     |    |                 |
| Ernest Mangnall |    |                 |

| QPR:        |    |                |
|             |    |                |
| P           | 1  | Charlie Shaw   |
| D           | 2  | John MacDonald |
| D           | 3  | J. Fidler      |
| C           | 4  | Evelyn Lintott |
| C           | 5  | J. McLean      |
| C           | 6  | S. Downing     |
| A           | 7  | J. McNaught    |
| A           | 8  | Frank Cannon   |
| A           | 9  | P. Skilton     |
| A           | 10 | Alfred Gittins |
| A           | 11 | Billy Barnes   |
| Allenatore: |    |                |
| James Cowan |    |                |